# HD 223552
HD 223552，又名BD+50 4165，SAO 35823、HR 9028，是一颗恒星，视星等为6.44，位于銀經113.37，銀緯-10.11，其B1900.0坐标为赤經23h 45m 22.4s，赤緯+51° -10.11′ 58″。